# Paris (Willy William)
Paris is een nummer van de Franse muzikant Willy William uit 2016, in samenwerking met de Amerikaanse singer-songwriter Cris Cab.
Het was de tweede keer dat William en Cab samenwerkten, een jaar eerder maakten ze ook al een versie van Stings "Englishman in New York". "Paris" werd een radiohitje in Frankrijk, toch haalde het er slechts de 106e positie in de hitlijsten. In Nederland haalde het nummer de 17e positie in de Tipparade, en ook in Vlaanderen kwam het niet verder dan de Tipparade.